# Coupe du monde de pentathlon moderne 2006
Navigation
Édition précédente Édition suivante
La coupe du monde de pentathlon moderne 2006 s'est déroulée entre le 2 mars 2006 à Acapulco (Mexique) et le 28 septembre 2006 à Chianciano (Italie). La compétition est organisée par l'Union internationale de pentathlon moderne.
Cette compétition est composée de 6 manches et 1 finale.

## Résultats

### Hommes
| Date              | Lieu       | Gagnant            | Second         | Troisième              |
| 2 mars 2006       | Acapulco   | Viktor Horvath     | Gabor Balogh   | Nicholas Woodbridge    |
| 6 avril 2006      | Millfield  | Dzmitry Meliakh    | Gabor Balogh   | Cao Zhongrong          |
| 20 avril 2006     | Berlin     | Alexei Velikodnyi  | Libor Capalini | Eric Walther           |
| 11 mai 2006       | Budapest   | Edvinas Krungolcas | Viktor Horvath | Aleksei Turkin         |
| 10 septembre 2006 | Le Caire   | Cao Zhongrong      | Yang Liu       | Dzmitry Meliakh        |
| 19 septembre 2006 | Chianciano | Andrei Moiseev     | Lee Choon-huan | Andrejus Zadneprovskis |
| 27 septembre 2006 | Chianciano | Libor Capalini     | Viktor Horvath | Sandris Sika           |

### Femmes
| Date              | Lieu           | Gagnant           | Second                | Troisième         |
| 2 mars 2006       | Acapulco       | Claudia Corsini   | Georgina Harland      | Sheila Taormina   |
| 6 avril 2006      | Millfield      | Aya Medany        | Victoria Tereshuk     | Georgina Harland  |
| 11 mai 2006       | Moscou         | Lucie Grolichova  | Zsuzsanna Voros       | Tatiana Mouratova |
| 3 juin 2006       | Szekesfehervar | Victoria Tereshuk | Zsuzsanna Voros       | Georgina Harland  |
| 10 septembre 2006 | Le Caire       | Aya Medany        | Sylvia Gawlikowska    | Lada Jienbalanova |
| 19 septembre 2006 | Chianciano     | Paulina Boenisz   | Marta Dziadura        | Edita Maloszyc    |
| 27 septembre 2006 | Chianciano     | Alessia Pieretti  | Anastasiya Prokopenko | Paulina Boenisz   |